# Apoda limacodes
Espèce
Apoda limacodes, la Tortue, est une espèce de lépidoptères (papillons) de la famille des Limacodidae.

## Distribution
On le trouve en Europe.

## Description
L'imago a une envergure de 20 à 30 mm.

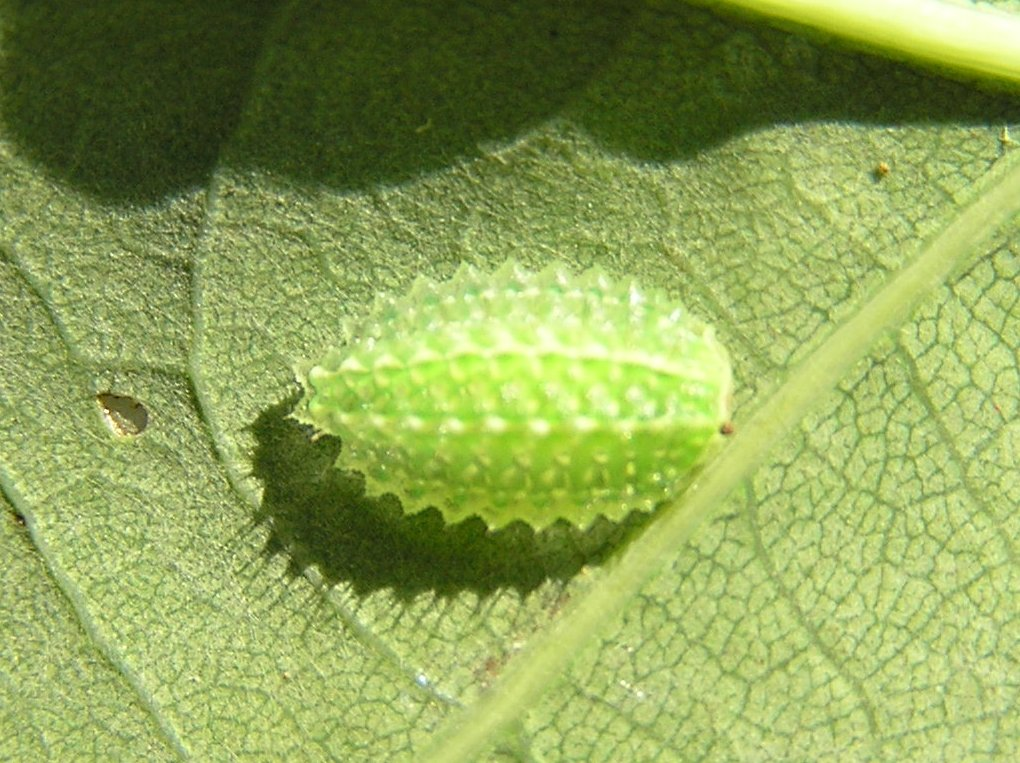
Chenille
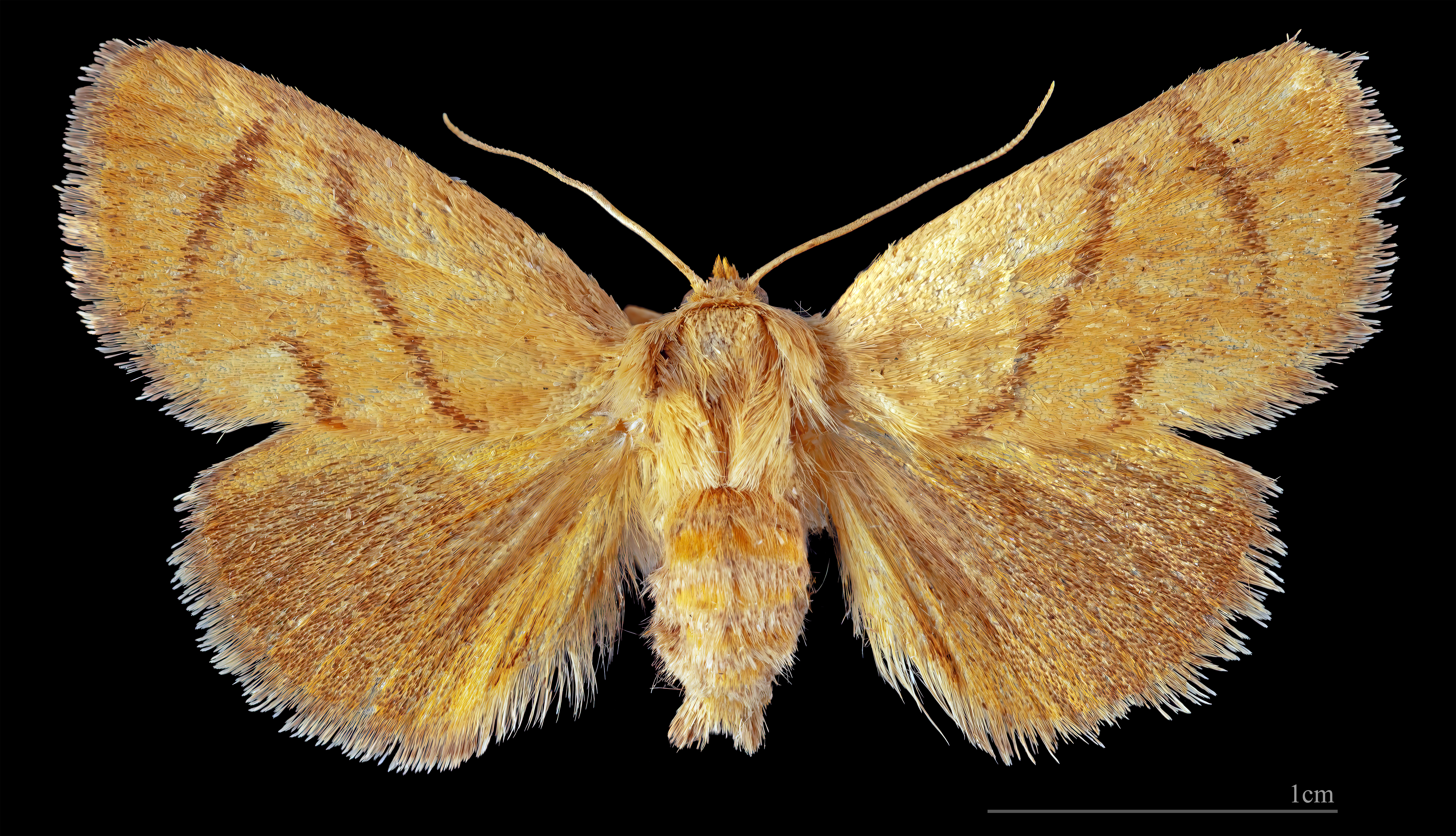
♂   MHNT
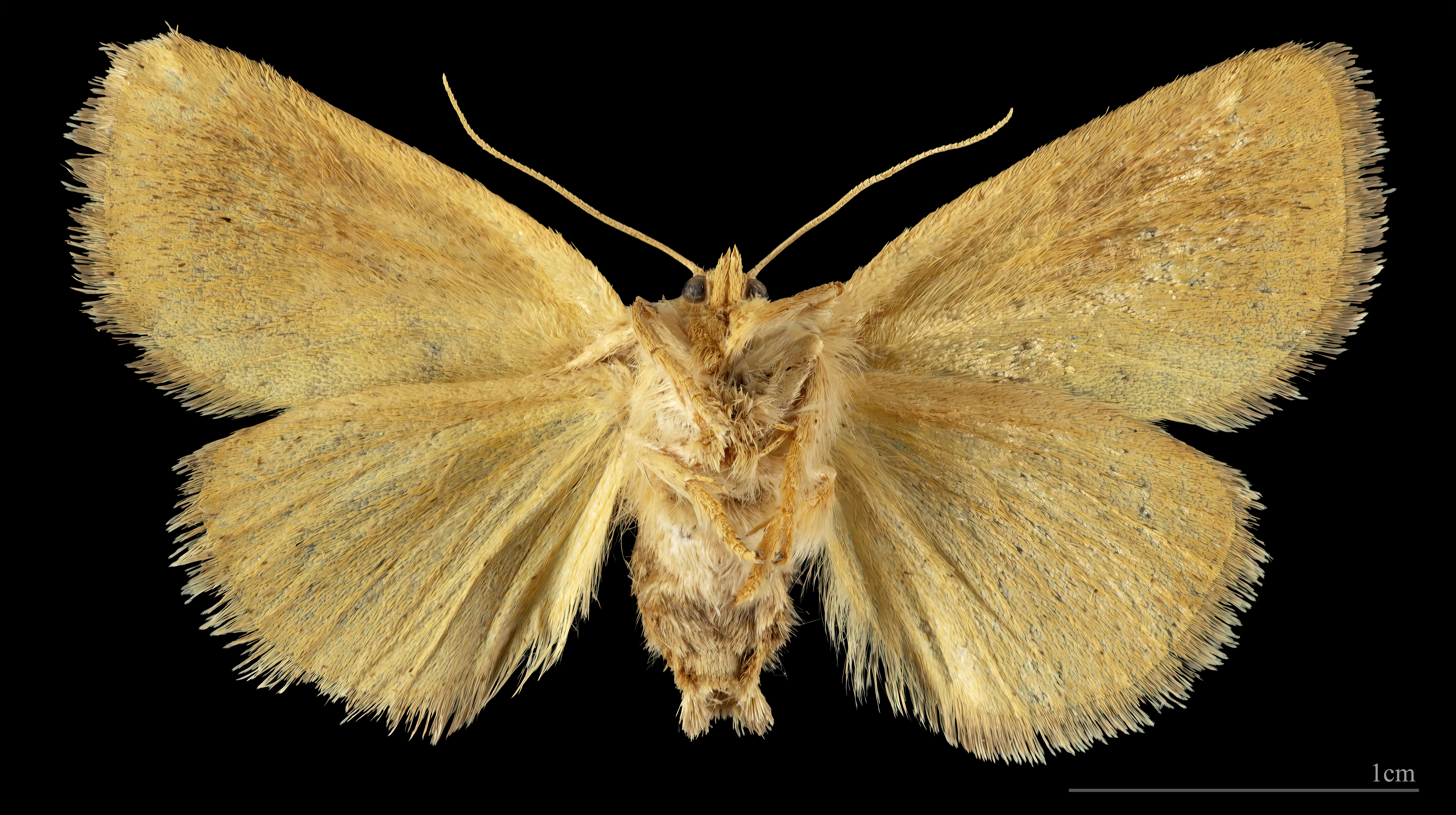
♂ △

La chenille verte, de forme aplatie, elliptique, vit sur les chênes, le hêtre, le charme et les feuillus plus généralement.

## Biologie
L'adulte vole de juin à juillet.